# Peter Sturmbusch

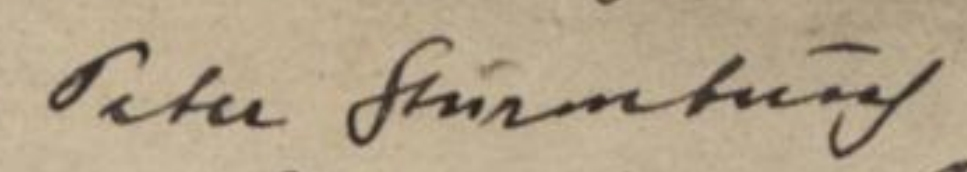
Eigenhändiger Vermerk Peter Sturmbuschs auf Nestroys Manuskript Der Zerrissene

Peter Sturmbusch (eigentlich Moritz Peter Huppert, Pseudonym auch Roland Huppert; geboren am 10. März 1884 in Bartelsdorf bei Teschen, Österreich-Ungarn; gestorben am 20. Februar 1942 in San Pellegrino, Königreich Italien) war ein österreichischer Schriftsteller und Schauspieler.

## Identifizierung
Der Lyriker mit dem Pseudonym Peter Sturmbusch wurde über lange Zeit fälschlich als der Journalist und Schauspieler Štefan Lux identifiziert, der sich während einer Generalversammlung des Völkerbundes vor versammeltem Plenum erschossen hatte, um ein Fanal gegen den zunehmenden Antisemitismus zu setzen. Grundlage der Fehlidentifikation war Vor den Augen der Welt, ein Buch von Arnold Hahn von 1936 über den Selbstmord von Lux, in dem Hahn behauptet hatte, Peter Sturmbusch sei ein Pseudonym von Štefan Lux gewesen.
Zwar war österreichischen Nestroy-Forschern in Zusammenhang mit Sturmbuschs Wirken um Nestroys Nachlass bekannt, dass Sturmbusch ein Pseudonym Hupperts war, beispielsweise dem Theaterwissenschaftler Fritz Brukner 1938, dem Bibliothekar und Literaturwissenschaftler Karl Gladt 1951 und 1967, dem Schriftsteller und Publizisten Otto Basil 1981 und dem Kunsthistoriker Walter Krause 1987.
Dennoch hielt sich bei anderen Autoren, für die Sturmbuschs Dichtungen im Mittelpunkt standen oder die über Lux’ Leben berichteten, hartnäckig die Gleichsetzung von Sturmbusch und Lux. Erst Rüdiger Strempel, der 2020 eine Lux-Biografie veröffentlichte, lehnte es ab, Sturmbusch als Lux zu identifizieren, lieferte aber keinen Hinweis auf Sturmbuschs wahre Identität. Klaus Taschwer wies 2025 in einem Artikel in der Tageszeitung Der Standard begründet auf die Lösung hin: Sturmbusch sei Moritz Peter Huppert.

## Pseudonym
Das Pseudonym Peter Sturmbusch, unter dem Huppert erstmals 1911 veröffentlichte, könnte auf die 1910 in Wien veröffentlichte Erzählung Peter Sturmbuschs Reise der Gisela von Berger zurückgehen. Die Erzählung handelt von einem „lebensvoll geschilderten Träumer“, „den es aus der friedevollen Stille seines Gebirgslandes in die Welt der Großstadt trieb, wo er im Glühen und Brausen des Lebens am besten sich selbst zu finden können meinte, aber, haltlos der Lust verfallend, entwürdigt und beschmutzt, seiner Seele zum Fremdling“ wird, und der dann „sein besseres Ich in der Heimat begräbt, als er bei der Rückkehr sieht, dass ihn dort niemand mehr braucht noch kennt.“

## Wirken
1906/07 war Huppert unter dem Namen Roland Huppert für kleinere Rollen als Schauspieler am Brünner Stadttheater tätig, 1908 beim Hoftheater Meiningen.
1911 erschien in Wien Sturmbuschs Gedichtband Meine Lieder. Grete Wolf würdigte, dass manche dieser Lieder „innig und poesievoll ans Herz“ griffen. Minna Brenner, die Sturmbusch Nähe zu den Tiroler Bergen nachsagte, meinte gar: „Seit die Muse Heines sich in den deutschen Wäldern verloren hat, haben wir Lieder von so wunderbarer Schönheit nicht mehr gehört.“ Auch Marie Eugenie delle Grazie sprach „mit hoher Bewunderung“ von Sturmbuschs Gedichten. Der niederländische Dichter Willem Graadt van Roggen nannte ihn einen österreichischen Heine. Elimar von Monsterberg schrieb Sturmbuschs „frischen Gedichten“ „voll harmloser Bescheidenheit“ hingegen wenig schmeichelhaft zu, sie hätten „die gleiche Wirkung wie eine Tasse Bliemchenkaffee: Sie regen nicht auf und wirken nicht weiter schädlich.“ Einige seiner Gedichte sind vertont worden, unter anderem von Friedrich Bayer, Richard Flury, Pepo Görzer, Camillo Horn, Paul Kammerer, Felix Mauracher, Franz Mittler, Friedrich Neumann, Friedrich Reidinger, Theodor Rittmannsberger, Alexandrine Rossi-Esterházy, Hans Heinz Scholtys, Otto Siegl, Rudolf Süß und Vilma Weber von Webenau.
Im Dezember 1917 trat der Dichter Peter Sturmbusch erstmals als solcher öffentlich auf, er gab eine Lesung im Wiener Konzerthaus. Dabei sang seine Schwester, die unter dem Pseudonym Liese Sturmbusch auftrat und zu jener Zeit an der Wiener Volksoper tätig war. Sturmbusch las auch Szenen aus zwei von ihm verfassten, unveröffentlichten Theaterstücken vor, der romantischen Komödie Don Juan in Genua und der Komödie Das Spiel des Lebens. Sturmbusch hatte vor seinem Auftritt als Bauernsohn und als braungebrannter Tiroler gegolten; nun trat er als „blasser“ junger Wiener auf, „von dem der ihm vorausgeeilte Urduft der Tiroler Berger nicht ausatmete.“
Im April 1918 gab Sturmbusch zusammen mit Heinrich Glücksmann eine Lesung, abermals im Wiener Konzerthaus und wieder begleitet von Liese Sturmbusch. Sturmbusch las Gedichte, Tagebuchblätter (Prosa) und Satiren. In den Folgejahren ist von „Wanderfahrten“ Sturmbuschs die Rede, davon, dass er als „fahrender Sänger“ sein deutsches Vaterland durchzog, oft begleitet von seiner Schwester, und dabei Gedichte und Lieder zum besten gab, er wurde als „Lebenskünstler“ und „fahrender Spielmann“ bezeichnet.
1921 erschien in Wien Sturmbuschs Gedichtband Liebeslieder. Er schloss mit dem Gedicht Abschied:
Ich komme Abschied zu nehmen,

Feinslieb, ich muß in die Welt.

Du mußt darum dich nicht grämen,

Sollst einen Besseren nehmen,

Einen, der treu zu dir hält.

Wär gern noch ein Weilchen geblieben,

Doch find' ich hier nimmer Ruh,

Ich muß die Straße dort ziehen,

Eh deine Schwestern verblühen,

Sie brauchen Liebe, wie du.
1921, offenbar war Sturmbusch nun wieder in Wien sesshaft, wurde er von Verwandten des Johann Nestroy kontaktiert, die versuchten, Nestroys bis dahin in Familienbesitz befindlichen literarischen Nachlass zu verwerten. Unterstützt von Karl Glossy, fand Sturmbusch in dem von ihm als chaotisch beschriebenen Nachlass Nur keck!, eine bis dahin unveröffentlichte Posse. Zunächst lehnte die Stadt Wien den Erwerb der Manuskripte ab; 1923 kam es dann doch zu einer Einigung und zur Übergabe an die Wienbibliothek im Rathaus. Doch stellte sich nach und nach heraus, dass der Stadt Wien nur ein Teil des Nachlasses übergeben worden war; zahlreiche Manuskripte wurden anderweitig verkauft. Sturmbuschs Rolle dabei wird sehr kritisch gesehen; es wird für möglich gehalten, dass er Manuskripte bewusst zerteilt und den Nachlass in einen chaotischen Zustand gebracht hatte, um nicht nur mit der Stadt Wien, sondern auch mit anderen Interessenten ins Geschäft zu kommen.

## Familie
Moriz Huppert wurde als Sohn des Simon Huppert und der Rosie Körbel im kleinen Ort Bartelsdorf nahe Teschen im damaligen österr.-ungarischen Kronland Österr. Schlesien geboren. Er trat am 23. Januar 1914 in Wien aus dem Judentum aus und wurde konfessionslos. Am 25. Februar 1914 heiratete Moritz Huppert in Wien Flora Blum (* 18. Jänner 1890 Mährisch Ostrau). Das Paar lebte in Wien und bekam drei Kinder: Peter (* 6. Mai 1914), Harold (* 20. Oktober 1916) und Inge (* 14. Oktober 1920). Den Nationalsozialisten galt die Familie als jüdisch. Nach dem Anschluss Österreichs 1938 gelang allen drei Kindern die Flucht nach England: Peter wurde als protestantischer Student bei der Ausreise von britischen Quäkern unterstützt, Harold konnte über Jugoslawien ausreisen, und Inge gelangte mittels eines Dienstbotenvisums nach England. Dem Ehepaar Moritz und Flora Huppert gelang die Ausreise nach Italien, doch verhinderte der Kriegsausbruch 1939 eine Weiterreise von dort.
Moritz Peter Huppert starb am 20. Februar 1942 in San Pellegrino in Italien durch Suizid. Seine Witwe fand zunächst in einem Kloster Zuflucht, Nonnen halfen ihr, 1944 in die Schweiz zu gelangen. Moritz Peter Hupperts Schwestern Eugenie (* 1887) und Elsa (* 1895) wurden von den Nationalsozialisten 1944 in Theresienstadt ermordet.

## Bibliographie
- Meine Lieder. C. Konegen, Wien 1911. – 2. Auflage erschien 1917.
- Liebeslieder. Illustrationen und Schrift von Ida Berisch. C. Konegen, Wien 1921.
- Nur keck. Posse mit Gesang in drei Akten. Bearbeitung nach Johann Nestroy. Interterritorialer Verlag Renaissance, Wien 1923.

## Vertonungen
- Otto Frederich: Traun, mußt nicht nach den andern schaun. Für eine Singstimme und Klavier. Breitkopf und Härtel, Leipzig [1920].
- Theodor Rittmannsberger: Graue Tage. Gedichte von Peter Sturmbusch zur Gitarre gesungen : Op. 11. Vieweg, Berlin [ca. 1920].
- Rudolf Süß: Dann wärs ein Märchen und andere Gedichte von Peter Sturmbusch für Gesang und Laute vertont. Heinrichshofen’s Verlag, Magdeburg 1923.
- Otto Siegl: Schwarz ist die Ackerkrume : Op. 11 No. 1. Alder, Graz 1924.
- Otto Siegl: Mondnacht : Op. 11 No. 2. Alder, Graz 1924.
- Otto Siegl: Du mein süß verschlafen Mädchen : Op. 11 No. 3. Alder, Graz 1924.
- Otto Siegl: Kompositionen. Op. 10 Gesänge nach Texten von Peter Sturmbusch. Doblinger, Wien 1925.
- Otto Siegl: Lieder der Marlene. Ein Cyclus von acht Liedern für mittlere Stimme : Op. 13. Böhm & Sohn, Augsburg und Wien o. J.
- Richard Flury: 8 Liebeslieder. Für eine Singstimme mit Klavier. Hug, Zürich 1922.
- Richard Flury: Nachtlieder. 10 Gedichte von Peter Sturmbusch, Viktor Aufricht, Otto Julius Bierbaum, Alfons Petzold und Hermann Löns. Für eine Singstimme, Klarinette, Horn, Violine, Viola, Violoncello und Kontrabass. Hug, Zürich [ca. 1936].